# O, sancta simplicitas
 O, sancta simplicitas! лат. (изговор: о, санкта симлицитас). О света простото! (Јан Хус)

## Поријекло изреке
Када је  чешки  проповједник,  филозоф, и  идеолог чешке  реформације Јан Хус по казни цркве у петнаестом вијеку спаљиван на ломачи, пришла је једна проста жена, убацила побожно цјепаницу у ватру и прекрстила се. Јан Хус је у очају узвикнуо:
| „ | O, sancta simplicitas! | ” |

| „ | О света простото! | ” |

## Тумачење
Слијепа послушност је увијек безбједно покривена-жена се побожно прекрстила!